# 奥克兰竞技场站
奥克兰竞技场站（英語：Oakland Coliseum station），是美國加利福尼亚州奥克兰市内相距不足180米的三个铁路车站之合称，这三个车站分别是美鐵奥克兰竞技场站、舊金山灣區捷運竞技场站和自动导轨运输线路競技場－奧克蘭國際機場線的终点站。三个车站均位于奥克兰竞技场一带，并有人行天桥连接三个车站、奥克兰竞技场和甲骨文體育館。湾区捷运与美铁“首府走廊号”的管理方将这些各自独立的车站视为同一车站。
除奥克兰机场线外，东湾公交73号线（73大道）和805号线（夜班车）亦往来本站与奥克兰国际机场之间。
湾区捷运竞技场站为高架岛式车站，奥克兰机场线车站则设有1条股道、1个侧式站台。美铁“首府走廊号”车站则在侧线上设一个侧式站台，属于设有电子票务系统的乘降所。

## 历史

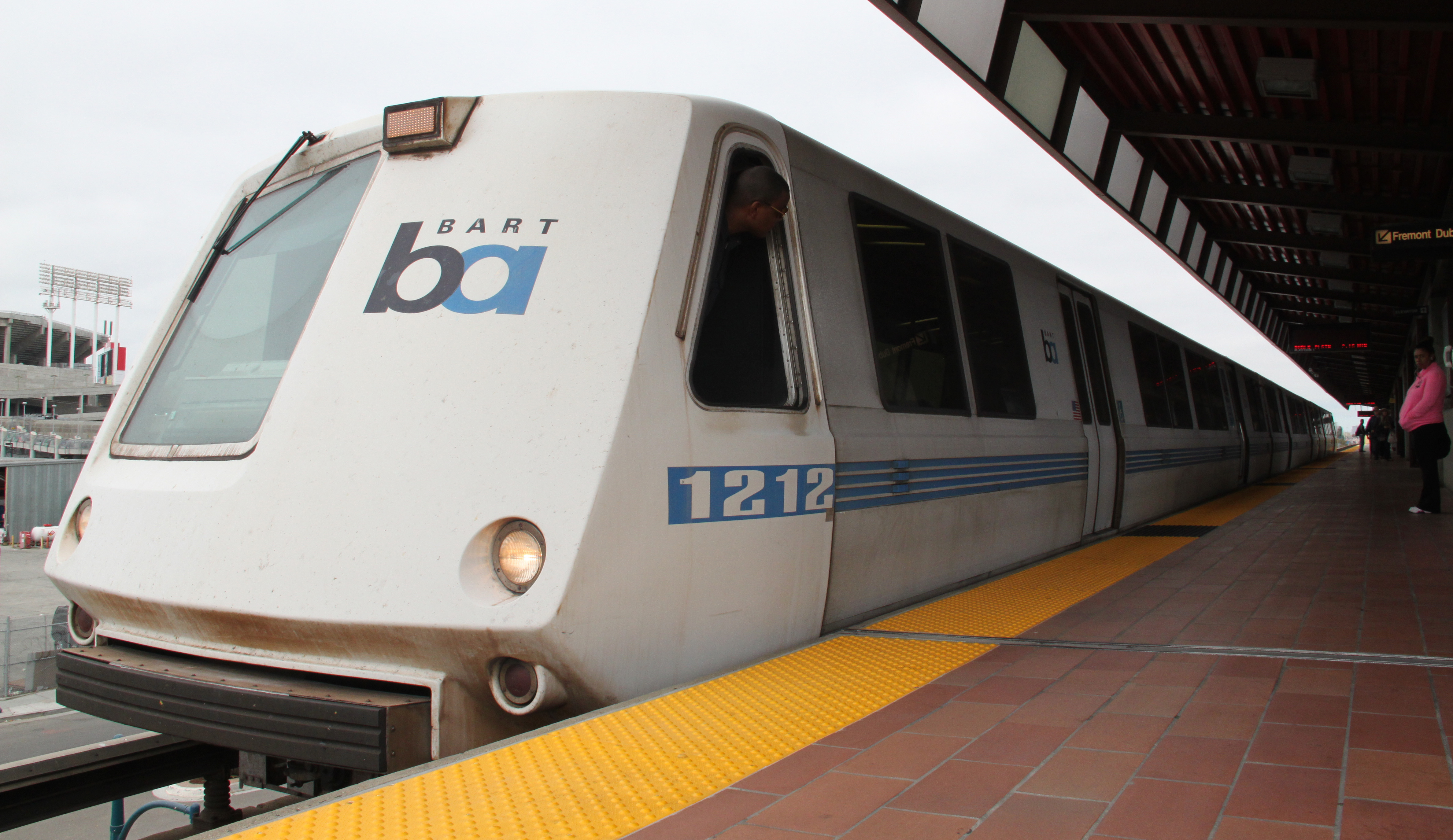
湾区捷运列车在竞技场站

本站于1972年9月11日与湾区捷运首开段一同开通，当时名为竞技场/奥克兰机场站（Coliseum/Oakland Airport Station），并通过跨线天桥连接奥克兰竞技场及体育馆。天桥上跨的铁路自1991年起用于“首府走廊号”列车。
2002年，美铁、加利福尼亚州运输部和奥克兰市决定在竞技场旁建设一座供“首府走廊号”使用的车站，这座名为奥克兰竞技场站的新站于2005年5月25日开通，通过与既有跨线桥的连接实现美铁与湾区捷运的转乘。
2009年10月，奥克兰市议会投票通过了湾区捷运机场延伸线的建设请求。机场延伸线竞技场站于2010年初步开工，2014年11月22日开通运营。由竞技场站前往奥克兰机场的票价为6美元。
2014年机场线开通后，湾区捷运竞技场/奥克兰机场站更名为竞技场站，从而留出奥克兰国际机场站的名称供机场连接线使用。

## 客流量

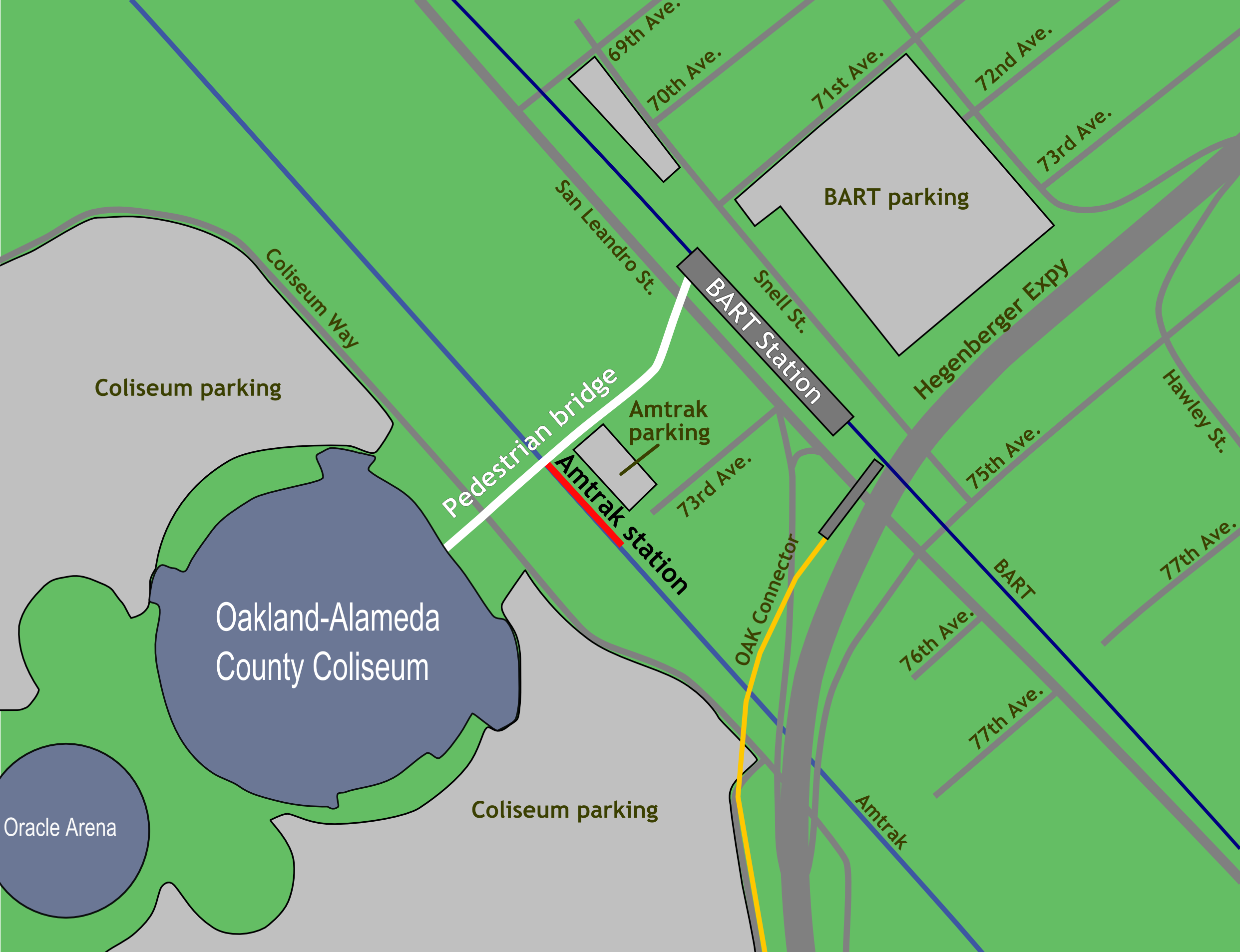
美铁/湾区捷运车站相对位置示意图

在湾区捷运的44个车站中，竞技场站的繁忙程度在2014财年为第16位，每个工作日的出站数为7819人次。
奥克兰竞技场站2015年平均每日接发旅客157人。

## 车站布局
| 湾区捷运 | 北行/西行（2站台）         | ← █橙线列车往列治文方向 (福禄维尔） ← █绿线列车往戴利城方向 （福禄维尔） ← █蓝线列车往戴利城方向 （福禄维尔）                 |
| 湾区捷运 | 岛式站台，左边车门将会开启 | |
| 湾区捷运 | 南行/东行（1站台）         | → █橙线列车往费利蒙方向 （圣利安卓） → → █绿线列车往费利蒙方向 （圣利安卓） → → █蓝线列车往都柏林/普莱森顿方向 （圣利安卓） → |
| 跨线桥   |                            | 连接湾区捷运与美铁车站，出入口，售票机，进出站闸机，奥克兰竞技场                                                              |
| 湾区捷运 | 南行（3站台）              | ← █米色线列车往奥克兰国际机场方向 （终点站）                                                                                  |
| 湾区捷运 | 侧式站台，左边车门将会开启 | |
| 美铁     | 侧式站台                   | 侧式站台 |
| 美铁     | 北行/南行                  | ← 首府走廊号列车往奥本方向 （奥克兰-杰克·伦敦广场） 首府走廊号列车往圣何塞 （海沃德） →                                       |
| 美铁     | 通过线                     | →← 海岸星光號越行 → 海岸星光號越行 →                                                                                          |